# Mick Wingert
Mick Wingert (Lemoore, 4 luglio 1974) è un attore e doppiatore statunitense.

## Biografia
È conosciuto principalmente per aver doppiato Po in Kung Fu Panda - Mitiche avventure, Kung Fu Panda - Le zampe del destino e nei videogiochi in sostituzione di Jack Black.

## Filmografia parziale

### Doppiatore
- Kung Fu Panda - Mitiche avventure (Kung Fu Panda: Legends of Awesomeness) - serie animata, 81 episodi (2011-2016)
- Ratchet & Clank - videogioco (2016)
- Persona 5 - videogioco (2016)
- Titanfall 2 - videogioco (2016)
- Kung Fu Panda - Le zampe del destino (Kung Fu Panda: The Paws of Destiny) - serie animata, 26 episodi (2018-2019)
- Kingdom Hearts III - videogioco (2019)
- Final Fantasy VII Remake - videogioco (2020)
- Arcane - serie animata, 9 episodi (2021-2024)
- Kung Fu Panda: il Cavaliere Dragone (Kung Fu Panda: The Dragon Knight) - serie animata, 42 episodi (2022-2023)
- Diablo IV - videogioco (2023)
- Jumanji: Wild Adventures - videogioco (2023)

## Doppiatori italiani
Da doppiatore è stato sostituito da:
- Gianfranco Miranda in Kung Fu Panda - Mitiche avventure, Kung Fu Panda - Le zampe del destino, Kung Fu Panda: il Cavaliere Dragone
- Domenico Brioschi in Ratchet & Clank
- Luca Ghignone in Titanfall 2
- Stefano Brusa in Arcane
- Angelo Maggi in What If...?
- Francesco Mei in Jumanji: Wild Adventures